# Szkoła Shuriken
Szkoła Shuriken (ang. Shuriken School, 2006–2007) – francusko-hiszpański serial animowany, który opowiada o przygodach trójki uczniów chodzących do szkoły o tej nazwie.

## Bohaterowie

### Shuriken
- Eizan Kaburagi – syn kucharza, który robi kulki ryżowe. Uczy się dobrze, jego ulubioną techniką jest „oślepiająca kula”. Nie jest lekkoatletą, ale akrobacje ma w sobie. Pupil Vlada. Zakochany w Okuni.
- Jimmy Beed – najlepszy kumpel Eizana. Ma bogatego ojca i pochodzi z Nowego Jorku. Nigdy nie rozstaje się ze swoją deskorolką. Na początku był uczniem Katany, a potem uczniem Shuriken. Nie jest elastyczny, ale jako jedyny uczeń umie „breakdance”.
- Okuni Dohan – najzdolniejsza z całej paczki. Uwielbia konkurować z innymi. Zakochana w Eizanie. Jest nadmiernie zorganizowana. Jej pasją są książki oraz nauka.

Pozostali:
- Świnek – najlepszy DJ w Shuriken i najlepszy kumpel paczki. Nic nie mówi, nie wiadomo o jego zdolnościach ninja ale za to uwielbia muzykę wypróbowuje coraz to nowe instrumenty, niektóre z nich są niebezpieczne dla innych uczniów np. flet który powodował lunatykowanie.
- Nobunaga – największy uczeń Shuriken i syn sławnego sumo. Przede wszystkim uwielbia jeść. Jest pomocny, sławny i dużo pracuje, ale jest mało zdolny.
- Daisuke Togakame – sierota, żył na ulicy. Bardziej obchodzi go jak podrywać dziewczyny (a szczególnie Ami), niż zostać ninja.
- Jacques Morimura – młody nurek. Na początku myślał, że Shuriken to szkoła dla nurków (stroje są podobne), ale teraz jest też świetnym ninja. Śmieszny i śmierdzący uczeń. Spec od przekrętów.
- Marcos Gonzales – Meksykanin, który ukrywa się przed gangiem „Trzech świętych”, którzy widzieli, jak ich podsłuchiwał.
- Choki – największy śpioch w Shuriken. Wychowywany przez hinduskich mnichów, który uczyli go telepatii i telekinezy.
- Amy Saeki – Zauroczona sobą, ale także Jimim B. jednak on tego nie odwzajemnia. Ami jest pupilką dyrektora.

Inni:
- Tetsuo Matsura – arogant, sądzi, że wie więcej, niż dyrektor, ale się nic nie uczy.
- Yota – udaje postać, z którą jest, ma donosiciela i kurę. Szpieg pierwsza klasa ale nie umie posługiwać się bronią.

Nauczyciele:
- Vladimir Keitawa – pochodzi z Rosji. II wojna światowa nauczyła go wiele rzeczy. Jest delikatny i miły. Wszystko sobie bierze do serca. Nigdy nie rozstaje się z barszczem czerwonym.
- Kita Shunai – prowadzi WF w szkole Shuriken (ale nie taki jak w normalnych szkołach). Tutaj dzieciaki mogą się wyhasać i ćwiczyć w Ninjitsu. Kiedy była licealistką każdy chłopak się w niej kochał. Najpierw Kita pracowała w szkole Katana, lecz arogancja dyrektora tej szkoły spowodowała, że Kita zmieniła szkołę.
- Kubo Utamaro – nudny humanista, zakochany w Kicie Shunai. Marzy, by zostać dyrektorem.
- Dyrektor-sama – bardzo mały człowiek pełen młodzieńczego wigoru. Bardzo czujny i mądry człowiek. Ma wielką słabość do pieniędzy, cały czas by remontował szkołę ale nie ma na to pieniędzy. Do "imienia" tej postaci wykorzystano japońskie końcówki (-sama w języku japońskim dodane do imienia (lub tytułu jak w tym przypadku) jest wyrazem wielkiego szacunku).

Personel:
- Sprzątaczka „Michyo” – zna Ninjitsu bardzo dobrze. Rekordzistka świata w machaniu mopem.
- Zumichito – ochroniarz szkoły i jej dozorca. Uczeń Shuriken w młodości, wie wszystko o zwojach.

Inni ludzie:
- Koji Murasaki – fundator szkoły Shuriken, w życiu wielki tchórz, ale czasem mu się poszczęściło.
- Wielki Mistrz Otomo – mistrz Ninjitsu, odwiedza szkołę aby podzielić się z uczniami swoimi wiadomościami.
- Bakufu – „nadziany” ninja. W odcinku „Śpiący złodziej” był w Shuriken. Tetsuo i Yota chcieli ukraść mu złote skarpetki, a dyrektor kradł rzeczy innym uczniom różne rzeczy, żeby zapłacić Bakufu.
- Mr. No – cwany człowiek. Jego największym klientem jest dyrektor Katany. Zamówił u pana Kaburagi 15000 kulek ryżowych. On zaś poprosił Eizana o pomoc. Dołączyli się jeszcze Jimmy i Okuni. Założył się z Kitą, że jak Shuriken wygra, to wycofa wszystkie długi, a jak nie, to zażąda natychmiastowej spłaty długu na kwotę, dzięki której Shuriken zbankrutuje i jeszcze Kita pójdzie z nim na kolację. Po zawodach płacił, podpisywał rachunki i musiał zapłacić pieniądze za kulki ryżowe.
- Missy – cheerleaderka. Tak samo jak Kaisy uwielbia konie. Jest przyjaciółką Kaisy i Torrence.
- Kacey – cheerleaderka. Tak samo jak Missy uwielbia konie. Jest przyjaciółką Missy i Torrence.
- Torrence – cheerleaderka. Uwielbia kolor różórańczowy (połączenie różowego i pomarańczowego). Jest przyjaciółką Missy i Kacey.
- Rodzice Kubo – hodują ziemniaki gdzieś na wsi.
- Nika – siostra Kubo. Kiedyś pracowała dla Katany i ukradła „Złotko” puchar Kubo. Posiada własną szkołę ninjistsu w Tokiro Hambie.
- Inspektor – według słów Jimmy’ego, wielki koleś o wyglądzie terminatora. W odcinku „Przebrzydły labirynt” sprawdzał lekcje orientacyjne Kubo w labiryncie, sprawdzał wyposażenie: komputerowe i chemiczne.
- Koko – cyrkowa małpa, pojawiła się w odcinku Superninja, ma ogromne zdolności akrobatyczne,kocha swoją treserkę.

### Katana
- Naginata – Jedyny odważny, który nie boi się dyra szkoły Katana. Największy wróg Eizana.
- Bruce Chang – Największy wróg Jimmy’ego. Jest bardzo odważny, ale też bezlitosny. Raczej nie zastanawia się zanim zacznie działać i ciągle szuka okazji do bójki. Nawet jego słowa są jak katalizator dla zaczęcia takich potyczek.
- Doku – Najwolniejszy ninja na świecie. Jego matka przynosi za niego kanapki do szkoły.
- Bliźniacy Kimura – połączeni stanowią parę ważniaków ale są groźni pojedynczo.
- Dyrektor Katany – nikt nie zna jego twarzy, choć jest groźny. Jego pupilem jest Naginata. Ma ptaszka z zamaskowanym dziobem – nazywa się Churpy.

## Wersja polska
Opracowanie: na zlecenie Jetix – IZ-Text Katowice

Dźwięk i montaż: Iwo Dowsilas i Grzegorz Grocholski

Reżyseria: Maciej Szklarz

Tekst polski: Anna Hajduk

W polskiej wersji wystąpili:
- Anna Walkowiak – Eizan
- Magdalena Korczyńska – Okuni
- Izabella Malik – Jimmy B.
- Anita Sajnóg –
  - Ami Seki,
  - Naginata
- Maciej Szklarz –
  - Dyrektor Szkoły Shuriken,
  - Dyrektor Szkoły Katana,
  - Sprzedawca,
  - Inspektor
- Rafał Żygiel – Vladimir
- Dariusz Stach –
  - Zumichito,
  - Yota
- Tomasz Śliwiński – Nobunaga
- Patrycja Szwarc – Ami
- Grażyna Czajkowska – Jacques
- Ireneusz Załóg – Marcos
- Katarzyna Tlałka – Kita
- Andrzej Rozmus – Kubo
- Jan Jakub Skupiński

i inni

## Odcinki
- Serial po raz pierwszy pojawił się w Polsce 4 września 2006 roku (odcinki 1-13, nie wyemitowano czwartego) na kanale Jetix.
- Odcinek 4. „Zdjęcie klasowe” został wyemitowany po raz pierwszy 12 stycznia 2007 roku.
- II seria (odcinki 14-26) pojawiła się w 5 marca 2007 roku.
- Film „Shuriken School: The Ninja’s Secret” – nieemitowane
- Jetix zakończyła emisję serialu 2 grudnia 2007 roku.

### Spis odcinków
| Premiera odcinka | N/o | Polski tytuł               | Angielski tytuł                     |
| ---------------- | --- | -------------------------- | ----------------------------------- |
|                  |     |                            |                                     |
| SERIA PIERWSZA   |     |                            |                                     |
|                  |     |                            |                                     |
| 04.09.2006       | 01  | Śpiący złodziej            | Catnap Burglar                      |
|                  |     |                            |                                     |
| 05.09.2006       | 02  | Klapki wściekłości         | Flip-Flop Of Fury                   |
|                  |     |                            |                                     |
| 06.09.2006       | 03  | Przeszłość Vlada           | Vlad’s Past                         |
|                  |     |                            |                                     |
| 12.01.2007       | 04  | Zdjęcie klasowe            | Class Photo                         |
|                  |     |                            |                                     |
| 07.09.2006       | 05  | Ninja zwycięzca            | Winning Ninja                       |
|                  |     |                            |                                     |
| 08.09.2006       | 06  | Przebrzydły labirynt       | Lousy Labirynth                     |
|                  |     |                            |                                     |
| 11.09.2006       | 07  | Cień Eizana                | Eizan’s Shadow                      |
|                  |     |                            |                                     |
| 12.09.2006       | 08  | Kłamstwo w rozmiarze XXL   | An XXL Lie                          |
|                  |     |                            |                                     |
| 13.09.2006       | 09  | Tajemnica Kubo             | Kubo’s Mystery                      |
|                  |     |                            |                                     |
| 14.09.2006       | 10  | Demon i pani Pucuś         | The Dmeon and Mrs Clean             |
|                  |     |                            |                                     |
| 15.09.2006       | 11  | Wisienka na szczycie tortu | Cherry On The Cake                  |
|                  |     |                            |                                     |
| 18.09.2006       | 12  | Super Ninja                | Super Ninja                         |
|                  |     |                            |                                     |
| 19.09.2006       | 13  | Stara szkoła Ninjitsu      | Old School Ninjitsu                 |
|                  |     |                            |                                     |
| SERIA DRUGA      |     |                            |                                     |
|                  |     |                            |                                     |
| 05.03.2007       | 14  | Dawny Mistrz               | The Old Master                      |
|                  |     |                            |                                     |
| 06.03.2007       | 15  | Okuni na przewodniczącą    | Okuni for President!                |
|                  |     |                            |                                     |
| 07.03.2007       | 16  | Zabawny ptaszek            | Funny Chick                         |
|                  |     |                            |                                     |
| 08.03.2007       | 17  | Zagubiony skarb            | The Lost Treasure                   |
|                  |     |                            |                                     |
| 09.03.2007       | 18  | Duch teatru Kabuki         | Phantom of the Kabuki               |
|                  |     |                            |                                     |
| 12.03.2007       | 19  | Szabla i jej cień          | The Saber and Its Shadow            |
|                  |     |                            |                                     |
| 13.03.2007       | 20  | Sekrety szkoły Shuriken    | Shuriken School Secrets             |
|                  |     |                            |                                     |
| 14.03.2007       | 21  | Wielka iluzja              | The Big Illusion                    |
|                  |     |                            |                                     |
| 15.03.2007       | 22  | Gwiazda na jeden dzień     | Pop Star For a day                  |
|                  |     |                            |                                     |
| 16.03.2007       | 23  | Mistrz Ciemności           | The Master of Darkness              |
|                  |     |                            |                                     |
| 19.03.2007       | 24  | Mania detektywistyczna     | Detective-mania                     |
|                  |     |                            |                                     |
| 20.03.2007       | 25  | Oczy szeroko zamknięte     | Eyes Wide Shut                      |
|                  |     |                            |                                     |
| 21.03.2007       | 26  | Ohydne kulki ryżowe        | Dirty Rice Balls                    |
|                  |     |                            |                                     |
| FILM             |     |                            |                                     |
|                  |     |                            |                                     |
|                  | F1  |                            | Shuriken School: The Ninja’s Secret |
|                  |     |                            |                                     |